# Syncaris pasadenae
Syncaris pasadenae (лат.) — исчезнувший вид пресноводных креветок из семейства Atyidae.
Ареал находился в бассейне реки Лос-Анджелес, недалеко от Пасадины, Сан-Гейбриела и Уорм-Крика. Среда обитания этого вида была разрушена в результате деятельности человека. Несмотря на обширные поиски, представителей вида не видели с 1933 года; вид считается вымершим.